# Namri Songtsen
Namri Songtsen  (chữ Tạng: གནམ་རི་སྲོང་བཙན།; 570?–618?/629) là vị vua thứ 32 của triều đại Yarlung của người Tạng. Namri Songtsen đã mở rộng lãnh thổ của người Tạng từ khu vực thung lũng Yarlung ra toàn bộ vùng Ü-Tsang tại trung tâm cao nguyên Thanh Tạng, đặt nền móng cho sự hình thành của đế quốc Thổ Phồn dưới thời con trai ông là Songtsen Gampo.

## Bối cảnh
Namri Songtsen là một thành viên của tộc người Tạng tại thung lũng Yarlung màu mỡ phía đông nam Lhasa , nơi con sông Tsangpo hỗ trợ cả về nông nghiệp và đời sống con người. Tại cao nguyên Thanh Tạng lúc này có các bộ lạc du mục chăn cừu được tổ chức đơn giản , các cuộc giao tranh và xâm lấn là một phần của nền kinh tế . Mỗi bộ tộc có nhiều tù trưởng, các bộ tộc này ít có sự giao lưu do địa hình, khí hậu và khoảng cách, nên tại mỗi khu vực thung lũng khác nhau mỗi bộ tộc lại có các đặc điểm văn hóa riêng, hiếm có điểm chung . Những người Tạng nguyên thủy này bị cô lập với thế giới bên ngoài, dù một bộ phận ở phía đông tại Tứ Xuyên, Thanh Hải và Azha sống tại vùng biên giới tiếp giáp hoặc bên trong Trung Hoa . Một số sử liệu cổ của Trung Hoa có thể đã đề cập đến các dân tộc Tạng này như là Khương hay Nhung . Tình hình thay đổi đáng kể vào sơ kỳ nhà Đường, đế quốc Thổ Phồn của người Tạng đã vươn mình trở thành một quốc gia hùng mạnh trong lịch sử Đông và Trung Á.
Một số tài liệu cho rằng người Tạng đã du nhập những kiến thức đầu tiên về chiêm tinh và y học từ Trung Quốc vào thời Namri Songtsen . Một số nguồn khác cho rằng điều này xảy ra vào thời con trai ông là Songtsen Gampo trị vì . Tri thức du nhập vào Tạng từ nhiều nơi khác nhau, không chỉ từ Trung Hoa , mà còn từ Phật giáo Ấn Độ, Byzantium  và Trung Á .

## Cuộc đời và di sản
Khoảng năm 600, Namri Songtsen, một trong những thủ lĩnh tại thung lũng Yarlung, đã sử dụng những chiến binh chăn cừu lần lượt chinh phục các bộ tộc lân cận, mở rộng quyền cai trị của ông đến toàn bộ Ü-Tsang, bao gồm cả khu vực Lhasa ,  giúp ông thiết lập một nhà nước tập trung và mạnh mẽ, với quân đội thiện chiến dày dạn kinh nghiệm. Đây là một nền móng quan trọng cho các cuộc chinh phục sau này của con trai ông, Songtsen Gampo, người đã thống nhất toàn bộ cao nguyên Thanh Tạng . Theo Beckwith, Namri Songtsen là người đầu tiên cử sứ giả tới Trung Hoa vào thời nhà Tùy, năm 608 và 609.
Namri Songtsen bị hạ độc  vào năm 618 hoặc 629/630, trong một cuộc đảo chính . Songtsen Gampo đã dẹp yên bạo loạn, kế thừa di sản của Namri Songtsen, hoàn thành việc chinh phục cao nguyên Thanh Tạng, ban hành bộ luật thống nhất, tạo ra hệ thống chữ Tạng, một kho lưu trữ hồ sơ chính thức và mở rộng các mối quan hệ với thế giới bên ngoài.